# 的里雅斯特帝国自由市
的里雅斯特帝国自由市及其郊区（德語：Reichsunmittelbare Stadt Triest und ihr Gebiet）是神圣罗马帝国从14世纪到1806 年的属地。1719年被神圣罗马帝国皇帝查理六世宣布为自由港；奥地利南部铁路的建设（1841-57 年）将其变成了一个繁华的海港，奥地利的大部分进出口都通过这里进行。
这座城市自14世纪以来一直为哈布斯堡家族所拥有，1849年10月2日，弗朗茨·约瑟夫一世颁布帝国法令，恢复了帝国主权。1867年，该地区作为Corpus separatum成为奥匈帝国内莱塔尼亚的一个部分自治的组成国（王室土地）。第一次世界大战结束后，哈布斯堡帝国解体，该领土成为意大利王国的一部分。